# 사이로
사이로는 대한민국의 2인조 음악 그룹이다. 2019년 싱글 앨범 [그때, 우리 사랑했을 때]로 데뷔했다. 2022년 10월 소속사와의 전속계약을 해지했다.

## 방송
- 싱어게인1 (2020) - Top15(14위)

## 음반
- 그때, 우리 사랑했을 때 (2019)
- Take me there (2019)
- 야광별 (2019)
- 연애의 참견 시즌2 OST - Part.11 (2019)
- 우리 둘 사이로 (2019)
- 연애의 참견 시즌2 OST (2019)
- 우웅우웅2 OST Part.2 (2020)
- 그림 (2020)
- 우리 따뜻했던 (2020)
- 소원이 없겠다 (Feat. nafla) (2020)
- 그저 안녕 (2021)

## 공연
- Another Nice Day #23 - 김호연, 사이로, 은종 (2019)
- Have A Nice Day #7 1/2 (2019)